# Esqui aquático nos Jogos Pan-Americanos de 2019 - Truques feminino
A competição de truques feminino foi um dos eventos do esqui aquático nos Jogos Pan-Americanos de 2019, em Lima. Foi disputada na Laguna Bujama nos dias 28 e 29 de julho.

## Calendário
Horário local (UTC-5).
| Data        | Horário | Fase         |
| ----------- | ------- | ------------ |
| 28 de julho | 10:00   | Preliminares |
| 29 de julho | 12:00   | Finais       |

## Medalhistas
| Ouro   | PER Natalia Cuglievan |
| Prata  | USA Erika Lang        |
| Bronze | CAN Paige Rini        |

## Resultados

### Preliminares
As seis melhores atletas se classificaram para a final.

### Eliminatória 1
| Colocação | Atleta             | Nacionalidade      | Resultados | Notas |
| --------- | ------------------ | ------------------ | ---------- | ----- |
| 1         | Erika Lang         | USA Estados Unidos | 9240       | Q     |
| 2         | Paige Rini         | CAN Canadá         | 8920       | Q     |
| 3         | Whitney McClintock | CAN Canadá         | 8760       | Q     |
| 4         | Regina Jaquess     | USA Estados Unidos | 8340       | Q     |
| 5         | Natalia Cuglievan  | PER Peru           | 7970       | Q     |
| 6         | Valentina González | CHI Chile          | 6280       | Q     |

### Eliminatória 2
| Colocação | Atleta            | Nacionalidade            | Resultados | Notas |
| --------- | ----------------- | ------------------------ | ---------- | ----- |
| 1         | Paloma Giordano   | ARG Argentina            | 6240       |       |
| 2         | María de Osma     | PER Peru                 | 6050       |       |
| 3         | Luisa Jaramillo   | COL Colômbia             | 5540       |       |
| 4         | Daniela Verswyvel | COL Colômbia             | 5460       |       |
| 5         | Sandra Chapoy     | MEX México               | 5290       |       |
| 6         | Violeta Mociulsky | ARG Argentina            | 3130       |       |
| 7         | Francesca Pigozzi | DOM República Dominicana | 180        |       |

### Finais
| Colocação         | Atleta             | Nacionalidade      | Primeira passagem | Segunda passagem | Resultados | Notas |
| ----------------- | ------------------ | ------------------ | ----------------- | ---------------- | ---------- | ----- |
| Medalha de ouro   | Natalia Cuglievan  | PER Peru           | 5470              | 4440             | 9910       |       |
| Medalha de prata  | Erika Lang         | USA Estados Unidos | 5530              | 4190             | 9720       |       |
| Medalha de bronze | Paige Rini         | CAN Canadá         | 4290              | 4530             | 8820       |       |
| 4                 | Whitney McClintock | CAN Canadá         | 3710              | 4980             | 8690       |       |
| 5                 | Regina Jaquess     | USA Estados Unidos | 3960              | 3830             | 7790       |       |
| 6                 | Valentina González | CHI Chile          | 3290              | 2680             | 5970       |       |